# حمام المالح
حمّام المالح أو الحمام المالح هو من حمامات بغداد العامة القديمة، يقع شرقي بغداد في جانب الرصافة في محلة الحمام المالح التي سميت على اسمه، وكذلك نسب إليه الجامع المعروف بجامع حمام المالح،
وفي محلة حمام المالح (عكد القوشجية)،
ضمن محلة الفضل، وكان يحصل هذا الحمام على مائه من بئر محلية مالحة.
ان حمام المالح قديم ومعروف في بغداد، كان يستقي ماءه من بئر مالحة، وأول إشارة إلى حمام المالح وردت في وقفية تاريخها 1272ه‍/1855م، ومفادها ان رجب بن رزوقي، وقفه وعقارات أخرى، على ذريته. ومازال مبنى الحمام قائماً.